# Династија (ТВ серија из 1981, 2. сезона)
Друга сезона серије Династија премијерно је емитована у Сједињеним Америчким Државама на каналу АБЦ од 4. новембра 1981. године до 5. маја 1982. године. Радња серије коју су створили Ричард и Естер Шапиро, а продуцирао Арон Спелинг, врти се око породице Карингтон, богате породице из Денвера у Колораду.
Главне улоге у другој сезони тумаче: Џон Форсајт као нафтни тајкун и милионер Блејк Карингтон, Линда Еванс као његова нова супруга Кристал, Памела Су Мартин као Блејкова тврдоглава ћерка Фалон, Памела Белвуд као проблематична супруга геолога "Денвер−Карингтона" Клаудија Блајздел, Ал Корли као Блејков млађи син Стивен, Џон Џејмс као женскарош Џеф Колби, Лојд Бохнер као Џефов Стриц Сесил, Хедер Локлер као Кристалина сестричина Саманта Џозефин Дин, Ли Бергер као кућепазитељ Карингтонових Џозеф Андерс, Џоан Колинс као Блејкова бивша супруга Алексис и Џејмс Фарентино као Блејков пријатељ психијатар др. Николас Тоскани.

## Развој
У првој епизоди сезоне под називом „Долази Алексис”, тајанствена сведокиња са краја прве сезоне је скинула наочаре за сунце чиме је откривено да је то британска глумица Џоан Колинс дошла у серију. Творци серије Ричард и Естер Шапиро су створили лик Блејкове бивше супруге Медлин за коју су хтели да је игра Софија Лорен између четири и шест епизода. Сценаристи Ејлин и Роберт Мејсон Полок, који су доведени у другој сезони и преименовали лик у Алексис, рекли су Спелингу да Лоренова не одговара за улогу и упозорили су га да ће, "ако се отараси лика после четири епизоде, бацити стотине милиона долара". Колинсова је рекла у изјави 2018. године да су продуценти поред Лоренове размишљали и о Елизабет Тејлор и Џесики Волтер. Колинсова је рекла: "Чекали су Волтерову до последњег минута па су зато мене одабрали за улогу две недеље пред почетак снимања".
Алексис Карингтон Колинсове је оставила трага током целе серије и прича. Додатак Колинсове и Полокових је опште назван Династијиним скоком на нилсеновој лествици гледаности. Естер Шапиро је рекла у документарцу о првој сезони: "Кад је Алексис дошла, жанр се променио... 
И тако је то сада на телевизији: Имате уобичајеног зликовца и мислим да је због тога то мало другачије". "Меким пословним углом" серије Полокових и "бомбардовањем гледалаца сваким примером сапунице из књига који је представљен брзим снимком изгледало је као да нова трагедија прети породици Карингтон сваких пет минута". Друга сезона је завршила на 19. месту по гледаности у Сједињеним Америчким Државама.
Корли је напустио Династију на крају друге сезоне 1982. године, јер се пожалио јавно у изјави часопису Изјава да се "Стивен не забавља уопште... Он се не смеје, нема хумора". Корли је такође указао на Стивеново "стално мењање полног опредељења" и рекао је да жели да ради нешто друго.

## Радња
Изненадни сведок на Блејковом суђењу била је његова бивша супруга Алексис, Фалонина и Стивенова мајка. Њено сведочење о његовој личности било је штетно, а док је Фалон била хладна према мајци јер је била уверена да ју је напустила, Стивен је био близак са Алексис. После сведочења бивше госпође Карингтон, Кристал је одмах схватила Алексисин став и преваре. Касније је Кристал открила да је Алексис намерно изазвала њен побачај кад је уплашила коња пуцњем па су због тога њих две постале љуте непријатељице. Други нови ликови у сезони су психијатар Ник Тоскани који је покушао да заведе Кристал док је био у вези са Фалон и смишљао освету Блејку и Кристалина алава сестричина Семи Џо Дин која се удала за Стивена због новца. На крају сезоне је Блејк остављен да умре на планини после туче са Ником.

## Улоге
- Џон Форсајт као Блејк Карингтон
- Линда Еванс као Кристал Карингтон
- Памела Су Мартин као Фалон Карингтон
- Памела Белвуд као Клаудија Блајздел
- Ал Корли као Стивен Карингтон
- Џон Џејмс као Џеф Колби
- Лојд Бохнер као Сесил Колби (епизоде 4-22)
- Хедер Локлер као Саманта Џозефин Дин (епизоде 5-19)
- Ли Бергер као Џозеф Андерс
- Џоан Колинс као Алексис Карингтон
- Џејмс Фарентино као др. Николас Тоскани (епизоде 3-22)

## Епизоде
| Бр. еп. (укупно) | Бр. еп. (у сезони) | Наслов                          | Редитељ                       | Сценариста                                                               | Премијера          | Прод. код | Гледаност у САД-у (милиони) |
| ---------------- | ------------------ | ------------------------------- | ----------------------------- | ------------------------------------------------------------------------ | ------------------ | --------- | --------------------------- |
| 16               | 1                  | "Долази Алексис"                | Габријел Бомонт               | Синопсис: Едвард Де Бласио Сценарио: Ајлин и Роберт Мејсон Полок         | 4. новембар 1981.  | S-014     | TBA                         |
| 17               | 2                  | "Пресуда"                       | Габријел Бомонт               | Синопсис: Едвард Де Бласио Сценарио: Ајлин и Роберт Мејсон Полок         | 11. новембар 1981. | S-015     | 22.70                       |
| 18               | 3                  | "Алексисина тајна"              | Ричард Кинон                  | Синопсис: Едвард Де Бласио Сценарио: Ајлин и Роберт Мејсон Полок         | 18. новембар 1981. | S-016     | TBA                         |
| 19               | 4                  | "Фалонин отац"                  | Боб Свини                     | Синопсис: Ман Рубин Сценарио: Ајлин и Роберт Мејсон Полок                | 25. новембар 1981. | S-017     | 20.90                       |
| 20               | 5                  | "Помирење"                      | Џером Куртленд                | Синопсис: Едвард Де Бласио Сценарио: Ајлин и Роберт Мејсон Полок         | 2. децембар 1981.  | S-018     | TBA                         |
| 21               | 6                  | "Живео Лас Вегас"               | Алф Кџелин                    | Синопсис: Едвард Де Бласио Сценарио: Ајлин и Роберт Мејсон Полок         | 9. децембар 1981.  | S-019     | TBA                         |
| 22               | 7                  | "Побачај"                       | Ирвинг Џ. Мур                 | Синопсис: Едвард Де Бласио Сценарио: Ајлин и Роберт Мејсон Полок         | 16. децембар 1981. | S-020     | TBA                         |
| 23               | 8                  | "Блискоисточни састанак"        | Габријел Бомонт               | Синопсис: Елизабет и Ричард Вилсон Сценарио: Ајлин и Роберт Мејсон Полок | 6. јануар 1982.    | S-021     | TBA                         |
| 24               | 9                  | "Психијатар"                    | Ирвинг Џ. Мур                 | Синопсис: Сајмон Винселберг Сценарио: Ајлин и Роберт Мејсон Полок        | 13. јануар 1982.   | S-022     | TBA                         |
| 25               | 10                 | "Семи Џо и Стивен се венчавају" | Џером Куртленд                | Синопсис: Едвард Де Бласио Сценарио: Ајлин и Роберт Мејсон Полок         | 20. јануар 1982.   | S-023     | 19.40                       |
| 26               | 11                 | "Прасак кола"                   | Ирвинг Џ. Мур                 | Синопсис: Едвард Де Бласио Сценарио: Ајлин и Роберт Мејсон Полок         | 27. јануар 1982.   | S-024     | 20.30                       |
| 27               | 12                 | "Блејково слепило"              | Џеф Блекнер                   | Синопсис: Лорејн Деспрес Сценарио: Ајлин и Роберт Мејсон Полок           | 3. фебруар 1982.   | S-025     | TBA                         |
| 28               | 13                 | "Рочиште"                       | Боб Свини                     | Синопсис: Сајмон Винселберг Сценарио: Ајлин и Роберт Мејсон Полок        | 10. фебруар 1982.  | S-026     | 20.90                       |
| 29               | 14                 | "Синдром Јага"                  | Џером Куртленд и Алф Кџелин   | Синопсис: Сајмон Винселберг Сценарио: Ајлин и Роберт Мејсон Полок        | 17. фебруар 1982.  | S-027     | 21.70                       |
| 30               | 15                 | "Пријем"                        | Гвен Арнер                    | Синопсис: Едвард Де Бласио Сценарио: Ајлин и Роберт Мејсон Полок         | 24. фебруар 1982.  | S-028     | TBA                         |
| 31               | 16                 | "Дете"                          | Џером Куртленд                | Синопсис: Едвард Де Бласио Сценарио: Ајлин и Роберт Мејсон Полок         | 3. март 1982.      | S-029     | 21.80                       |
| 32               | 17                 | "Мајка и син"                   | Лоренс Добкин                 | Синопсис: Едвард Де Бласио Сценарио: Ајлин и Роберт Мејсон Полок         | 10. март 1982.     | S-030     | 23.00                       |
| 33               | 18                 | "Пиштољ"                        | Филип Ликок                   | Синопсис: Едвард Де Бласио Сценарио: Ајлин и Роберт Мејсон Полок         | 24. март 1982.     | S-031     | 23.70                       |
| 34               | 19                 | "Делић"                         | Ирвинг Џ. Мур и Едвард Лединг | Синопсис: Едвард Де Бласио Сценарио: Ајлин и Роберт Мејсон Полок         | 7. април 1982.     | S-032     | 21.00                       |
| 35               | 20                 | "Потрес"                        | Филип Ликок                   | Синопсис: Данијел Кинг Бентон Сценарио: Ајлин и Роберт Мејсон Полок      | 14. април 1982.    | S-033     | TBA                         |
| 36               | 21                 | "Две принцезе"                  | Ирвинг Џ. Мур                 | Синопсис: Едвард Де Бласио Сценарио: Ајлин и Роберт Мејсон Полок         | 28. април 1982.    | S-034     | 21.40                       |
| 37               | 22                 | "Литица"                        | Џером Куртленд                | Синопсис: Едвард Де Бласио Сценарио: Ајлин и Роберт Мејсон Полок         | 5. мај 1982.       | S-035     | 22.70                       |

## Пријем
У другој сезони, Династија је завршила на 19. месту Нилсенове лествице гледаности са порсечних 20,2 милиона гледалаца.